# Anglais américain
La dénomination anglais américain (anglais : American English, étiquette IETF en-US) désigne l'ensemble des dialectes et des accents de la langue anglaise parlée aux États-Unis d'Amérique. Les différences entre General American (l'anglais normalisé aux États-Unis) et Received Pronunciation (l'anglais normalisé au Royaume-Uni) à avoir été les plus étudiées sont les différences phonologiques et, en moindre mesure, les différences de vocabulaire et de pragmatique. Il existe aussi des différences grammaticales. Les différences entre l'anglais américain et l'anglais britannique sont pour la plupart  des différences mineures d'orthographe et de vocabulaire ; les différences les plus évidentes restent les différences orthographiques.
L'anglais britannique ne constitue pas la référence aux États-Unis, où la langue dite « anglo-américaine » est courante depuis le milieu du XIXe siècle. De nos jours, dans les écoles du pays comme dans les chartes graphiques des maisons d'édition et des journaux américains, les règles d'usage de l'anglo-américain sont préconisées et fort suivies. 

Proportion des locuteurs anglophones aux États-Unis d'après le recensement de 2000 et diverses sources. Le bleu foncé indique les plus hautes proportions.

## Histoire
Les Anglais ont apporté leur langue en Amérique du Nord pendant le XVIIe siècle. Au cours de ce même siècle, se trouvaient également sur le continent des locuteurs néerlandais, français, espagnols, allemands, suédois, gaéliques écossais, gallois, scots, finnois et irlandais, outre les diverses langues indigènes et les langues ouest-africaines.

## Phonologie
La phonologie de l’anglais américain est considérée comme plus conservatrice que celle de l’anglais britannique, sans doute en grande partie parce qu’elle représente un mélange de différents dialectes parlés en Grande-Bretagne il y a quelques siècles [réf. nécessaire]. Le parler de la côte orientale présente davantage de variétés qu'il n'en existe dans le reste du pays, peut-être parce que cette région a maintenu davantage de contacts avec l’Angleterre, et que les habitants de la côte orientale ont imité les accents anglais de l'époque.
L’intérieur du pays a été colonisé par des personnes qui déjà n’avaient plus de liens avec l’Angleterre (ou n'en ont jamais eu) et qui n’avaient plus accès à l’océan ; aussi ces régions ont-elles un parler plus homogène.
Dans l’anglais parlé dans la plus grande part de l'Amérique du Nord, on prononce le R dans toutes les positions. Au XVIIe siècle, c’était typique pour tous les anglophones. De nos jours, la majorité des pays anglophones ne prononcent pas le R à la fin d’une syllabe, celui-ci est donc considéré aujourd’hui comme un américanisme. Toutefois, il y a quelques accents américains qui ont aussi perdu le « R » à la fin, par exemple à New York, en Nouvelle-Angleterre et dans quelques régions du Sud des États-Unis (surtout les vieux ports sudistes comme la Nouvelle-Orléans, Mobile, Savannah et Charleston).
D’autres changements sont intervenus dans certaines variétés de l’anglais britannique depuis le XVIIe siècle qui ne se retrouvent pas dans l’anglais américain.
| Phonème ancien                                            | Phonème moderne (britannique) | Mots avec ce phonème | Notes |
| --------------------------------------------------------- | ----------------------------- | -------------------- | --- |
| [æ] avant le [f], [s], [θ], [ð], [z], [v] ou après le [n] | [ɑ]                           | bath, dance          | Aussi [ɑ] en Nouvelle-Angleterre et aussi [æ] au Nord de l'Angleterre                                                                                   |
| [t] en position intervocale                               | [ʔ]                           | bottle               | Le [ʔ] n'est pas présent dans tous les accents britanniques et il est aussi utilisé aux États-Unis,, ce qui intervient dans le processus de devenir [ɾ] |

D’autre part, on relève des changements en Amérique qui n'existent pas dans l’anglais britannique ni dans celui parlé internationalement :
| Phonème ancien                             | Phonème moderne (américain) | Mots avec ce phonème                   | Notes |
| ------------------------------------------ | --------------------------- | -------------------------------------- | --- |
| [t] ou [d] en position intervocale         | [ɾ]                         | bottle                                 | Existe aussi en Irlande du Nord                                                                                         |
| [ju] juste après des consonnes alvéolaires | [u]                         | new, duke, Tuesday, suit, resume, lute | /ju/ est aussi utilisé dans le Sud des États-Unis mais la prononciation du Nord commence à prendre sa place             |
| [e], [i], [u] avant le /ɹ/                 | [ɛ], [ɪ], [ʊ]               | pair, peer, poor                       | N'est pas présent dans tous les accents                                                                                 |
| [ɛ] avant les consonnes nasales            | [ɪ]                         | pen, went, Benjamin                    | États du Sud des États-Unis                                                                                             |
| [aɪ] avant le /t/ intervocal               | [ʌɪ]                        | writer                                 | En Écosse et en Irlande du Nord. Également au Canada et dans quelques États du Nord des États-Unis (comme le Minnesota) |

Autres différences :
Les deux phonèmes /ɑː/ et /ɒ/ en anglais britannique ne représentent qu’un seul phonème en anglais américain : /ɑ/. Donc father et bother se prononcent avec la même voyelle.
Voici quelques exemples :
| Mot français | Traduction anglaise | Prononciation General American (standard américain) | Prononciation Received Pronunciation (standard anglais) |
| ------------ | ------------------- | --------------------------------------------------- | ------------------------------------------------------- |
| terre        | earth               | [ɝθ]                                                | [ɜːθ]                                                   |
| eau          | water               | [ˈwɔtɚ]                                             | [ˈwɔːtə]                                                |
| manger       | to eat              | [it]                                                | [iːt]                                                   |

## Orthographe
En 1828, le lexicographe américain Noah Webster publia le premier dictionnaire de l’usage américain en y incluant des réformes de l’orthographe anglaise. Nombre de ses suggestions furent adoptées. De l’autre côté de l’océan Atlantique, d’autres réformes orthographiques entrèrent en vigueur, qui n'ont pas cours aux États-Unis, alors qu’au Canada ce sont grosso modo les règles britanniques qui sont suivies.

### Règles d’orthographe
Pour un article plus général, voir Différences entre l'anglais britannique et l'anglais américain.
- La plupart des mots se terminant par -our en anglais britannique se terminent en -or en anglais américain.
  - Exemple : behaviour s’écrit behavior en anglais américain.

- Cette règle s’applique aussi aux mots dérivés de mots en -our.
  - Exemple : de même que favour devient favor, favourite devient favorite.
  - Seuls les mots unisyllabiques (ex : four, your) et les mots étrangers (ex : glamour, scots, déformation de l'ancien anglais "grammar") font exception à la règle.

- Quelques mots en -ence en britannique se terminent en -ense en américain (les autres gardent la terminaison -ence des deux côtés de l'Atlantique). 
  - Il s'agit de defence, licence, offence et pretence, qui deviennent respectivement defense, license, offense et pretense.

- Les mots ayant la terminaison -tre en anglais britannique ont la terminaison -ter en américain.
  - Exemples : centre devient center, theatre devient theater.

- Les mots ayant la terminaison -bre en britannique ont la terminaison -ber en américain.
  - Exemple : fibre est orthographié fiber aux États-Unis.

- Beaucoup de verbes polysyllabiques en -ise se terminent en -ize en américain (terminaison supposée issue du suffixe grec ancien -izein[réf. souhaitée]).
  - Exemple : to realise s'écrit to realize aux États-Unis.
  - Une petite vingtaine de mots ne suivent pas cette règle et restent inchangés, parmi eux : to advertise, to surprise, to disguise, to compromise (où le s ne provient pas d'un zêta grec).

- Souvent (mais pas dans tous les cas) -ogue devient -og en américain.
  - Exemples : catalogue / catalog, dialogue / dialog ; mais : demagogue.
- Avant une terminaison en -er, -ing, -ed, et -ous, il n'y a pas de redoublement de la consonne l dans une syllabe non accentuée en anglais.
  - Exemples : jeweller devient jeweler, travelling devient traveling, labelled devient labeled, revelled devient reveled, marvellous devient marvelous.
  - Exceptions (la syllabe est accentuée) : rebelled et rebelling, repelled et repelling.

| Britannique             | Américain               | Traduction française |
| ----------------------- | ----------------------- | -------------------- |
| - re (centre, theatre…) | - er (center, theater…) | centre, théâtre      |
| - ise (realise…)        | - ize (realize…)        | se rendre compte     |
| - ogue (catalogue…)     | - og (catalog…)         | catalogue            |
| - our (colour, harbour) | - or (color, harbor)    | couleur, port        |
| south-east              | southeast               | sud-est              |
| sceptical               | skeptical               | sceptique            |
| jewellery               | jewelry                 | bijoux               |
| licence                 | license                 | permis               |
| tyre                    | tire                    | pneu                 |
| mum                     | mom                     | maman                |
| aeroplane               | airplane                | avion                |
| aluminium               | aluminum                | aluminium            |
| arse                    | ass                     | cul                  |
| behove                  | behoove                 | incomber             |
| bogeyman                | boogeyman               | croque-mitaine       |
| moustache               | mustache                | moustache            |
| disc                    | disk                    | disque               |
| programme               | program                 | programme            |

Dans les réclames publicitaires américaines, on peut même trouver thru à la place de through, tonite à la place de tonight et while U wait à la place de while you wait. De même, dans les panneaux de signalisation routière, on trouve Xing au lieu de Crossing.

## Vocabulaire

### Nouveaux mots d’origine américaine
Beaucoup de mots qui sont utilisés dans tout le monde anglophone sont d’origine américaine, par exemple :
- O.K. : « bon », ou « suffisant » ; utilisé comme interjection, adjectif, et adverbe ;
- teenager : adolescent âgé de 13 à 19 ans ;
- belittle : rabaisser, dénigrer ;
- blizzard : grande tempête de neige ;
- gerrymander : découper les circonscriptions électorales dans un but frauduleux.

Un nombre important de mots nés aux États-Unis sont  passés dans l'anglais international :
- termes politiques : caucus (« comité électoral »), filibuster (« obstruction parlementaire »), exit poll (« sondage de sortie des urnes »), landslide (« avalanche », « glissement de terrain » ou « raz-de-marée » ; ou au sens figuré « victoire écrasante »), run for office (« se présenter aux élections ») ;
- affaires et finances : employee (« employé »), breakeven (« seuil de rentabilité »), human resources (« ressources humaines »), blue chips (« valeurs sûres »), CEO (PDG), downsize (« réduire la taille de »), disintermediation (« suppression des intermédiaires ») ;
- automobile : hatchback (« voiture à hayon »), compact car (« petite cylindrée »), sport utility vehicle (SUV, « VUS », pour « véhicule utilitaire sport », au Québec), crossover, station wagon (le franglais « break »), tailgate (« hayon »), motorhome (le franglais « camping car », « autocaravane »), truck (« camion », anglais lorry) ;
- verbes à postposition substantivés : backup (a/ « soutien » ; b/ « renforts » ; c/ « sauvegarde (informatique) »), stopover (« escale »), lineup (a/ « ligne d'attente » ; b/ « ordre de passage » ; c/ liste des musiciens composant un groupe), shakedown (a/ « fouille » ; b/ « extorsion »), tryout (a/ « essai d'un produit » ; b/ « audition d'un acteur »), spinoff (a/ « produit dérivé » ; b/ « filiale » ; c/ film dérivé d'un autre film ou rattaché à un cycle de films), rundown (« récapitulatif », « topo »), shootout (« bataille rangée ») ;
- constructions grammaticales : as of (« à compter de »), outside of, headed for (« faisant cap sur »), meet up with (« rejoindre », « retrouver »), not to lack for (« ne pas manquer de »), like to + base verbale (« aimer faire qqch. ») ;
- expression familières : cool, screw up (tr. « faire foirer » ; intr. « merder »), fool around (« déconner »), nerd (a/ « crétin » ; b/ « mordu », « fana », « accro », « obsédé »), nip and tuck (« au coude à coude »), 24/7 (« 24 heures par jour, 7 jours par semaine »), the heads-up (« les dernières informations »[8]) ;
- parlé : get the hang of (« se familiariser avec »), make the grade (« se montrer à la hauteur »), take for a ride (« mener en bateau » - sens figuré), bark up the wrong tree (« faire fausse route », « se tromper de cible »[9]), keep tabs on (« tenir à l'œil »), run scared (« avoir peur » ; « craindre la défaite »[10]), take a backseat (« s'effacer »), have an edge over (« avoir un avantage sur ») ;
- autre : motel (« motel »), waterfront (« front de mer »), gridlock (« paralysie d'un réseau »), fix (a/ « arranger », « réparer » ; b/ faire – un café, un sandwich –), overview (« vue d'ensemble »), backdrop (« toile de fond »), about-face (« volte-face »), cash register (« caisse enregistreuse »), automated teller machine ou ATM (« guichet automatique bancaire, « GAB », ou « distributeur automatique de billets », « DAB »).

### Mots anglais abandonnés hors d’Amérique du Nord
Il existe quantité d'anciens mots d'origine anglaise qui, tombés en désuétude en Angleterre, ne sont plus utilisés de nos jours qu'aux États-Unis et au Canada anglophone, et sont désormais considérés comme étant de l'« anglais américain », par exemple :
- candy, du français « sucre candi », terme attesté en Angleterre dès le XVIIIe siècle qui veut dire bonbon, aujourd'hui délaissé en Grande-Bretagne au profit de sweets ;
- crib, pour lit d'enfant, terme attesté en Angleterre dès les années 1640, aujourd'hui délaissé en Grande-Bretagne dans ce sens au profit de cot ;
- diaper, qui veut dire couche, terme attesté en Angleterre dès les années 1590, aujourd'hui délaissé en Grande-Bretagne au profit de nappy ;
- fall, abréviation de fall of the leaf (« chute des feuilles »), terme qui veut dire « automne », autrefois répandu en Angleterre du XVIe siècle jusqu'aux alentours de 1800, puis délaissé au profit d'autumn[12] ;
- faucet, p.-e. du français « fausset », terme qui veut dire « robinet », attesté en Angleterre dès le XVIIIe siècle pour désigner la canule des tonneaux[13]. En Grande-Bretagne, le robinet domestique se dit maintenant tap mais faucet reste employé en anglais technique[14] ;
- mad, pour signifier fâché ou en colère, terme attesté en Angleterre dès le XVIe siècle, aujourd'hui délaissé en Grande-Bretagne au profit de cross ou angry.

Forme :
- gotten au lieu de got, participe passé de to get, dans le sens d'« obtenir ». Cette forme est attestée dans le Lancashire et au nord-est de l'Angleterre, où l'on continue à l'utiliser (ainsi d'ailleurs que « putten », participe passé de « to put »). « Got » est aussi utilisé aux États-Unis mais il y a une différence de sens entre got et gotten : got n'est utilisé que dans la locution « have got to » (« il faut que », « il est impératif que »)[15], et dans « to have got », périphrase pour to have au sens de « posséder ».

## Grammaire
Peu de différences existent entre anglais américain et anglais britannique sur le plan grammatical. La plupart des différences entre l'anglais américain et l'anglais britannique sont des formes plus fréquentes dans un pays que dans l'autre.
- Emploi de like, au lieu de la conjonction as et de la locution conjonctive as if :
  - Do like I tell you, au lieu de Do as I tell you, Like we used to au lieu de As we used to
  - He ran like he had seen the devil, au lieu de He ran as if he had seen the devil
- Emploi de like (au sens de « environ », « à peu près ») 
  - It is like five miles from here[réf. nécessaire]
- Indication d'une date, d'un jour de la semaine sans on :
  - The store opens March 21st, au lieu de The store opens on the 21st of March
- Emploi de do comme auxiliaire de have (plus courant en anglais américain qu'en anglais britannique)[17] :
  - Do you have a swimming pool?, au lieu de Have you got a swimming pool?
- Le subjonctif présent (réduit à la base verbale à toutes les personnes, donc sans should) est employé légèrement davantage.
  - He insisted that his daughter's first name be changed, au lieu de ...should be changed
- Emploi du preterite à la place du present perfect[17] :
  - He just won the race, au lieu de He has just won the race.